# Монцуно
Монцуно (італ. Monzuno) — муніципалітет в Італії, у регіоні Емілія-Романья,  метрополійне місто Болонья.
Монцуно розташоване на відстані близько 290 км на північ від Рима, 25 км на південь від Болоньї.
Населення — 6414 осіб (2014).

## Демографія
Населення за роками:

Станом на 1 січня 2023 року в муніципалітеті офіційно проживав 661 іноземець з 55 країн, серед них 220 громадян країн Євросоюзу та 45 громадян України.

## Сусідні муніципалітети
- Гриццана-Моранді
- Лояно
- Марцаботто
- Монгідоро
- П'яноро
- Сан-Бенедетто-Валь-ді-Самбро
- Сассо-Марконі